# Régis Bertrand
 (juin 2022).
Si vous disposez d'ouvrages ou d'articles de référence ou si vous connaissez des sites web de qualité traitant du thème abordé ici, merci de compléter l'article en donnant les références utiles à sa vérifiabilité et en les liant à la section « Notes et références ».
Pour les articles homonymes, voir Bertrand.
Régis Bertrand, né à Marseille le 27 juillet 1946, est un historien français spécialisé dans l'histoire religieuse et culturelle de Marseille et de la Provence.

## Biographie
Régis Bertrand est agrégé d'histoire et docteur d'État. Sous la direction de Michel Vovelle, il réalise deux thèses : l'une sur Les Provençaux et leurs morts, l'autre sur Les Santons et santonniers de Provence[à vérifier]. Il débute comme professeur au Lycée François-Ier du Havre, puis fait l'essentiel de sa carrière à l'Université de Provence.
De 1991 à 1997, il est président de la Fédération historique de Provence.[à vérifier]
Le 23 février 2012, il est élu à l'Académie de Marseille.

## Publications
- Paul Amargier, Régis Bertrand, Alain Girard et Daniel Le Blévec, Chartreuses de Provence, Aix-en-Provence, Édisud, 1988, 318 p. (ISBN 2-85744-352-8).
- Philippe Joutard (dir.), Régis Bertrand, Paul Amargier et al., Histoire de Marseille en treize évènements, Marseille, Jeanne Laffitte, 1996, 224 p. (ISBN 2-86276-145-1).
- Régis Bertrand, Les compagnies de pénitents de Marseille, Marseille, La Thune, 1997, 160 p.
- Adrien Blès et Régis Bertrand (préf. René Quan Yan Chui), La Statuaire religieuse des maisons de Marseille, Marseille, La Thune, 1998, 176 p. (ISBN 9782913847255).
- Régis Bertrand (dir.), Anne Le Pas de Sécheval, Bernard Hours et al., La Nativité et le temps de Noël, Aix-en-Provence, Presses universitaires de France, coll. « Le temps de l'histoire », 2003, 254 p. (ISBN 9782853995528).
- Avec Anne Carol (dir.), L'exécution capitale. Une mort donnée en spectacle XVIe – XXe siècle, Aix-en-Provence, Presses universitaires de Provence, 2003, 282 p.
- Avec Anne Carol (dir.), Le « monstre » humain, imaginaire et société, Aix-en-Provence, Presses universitaires de Provence, 2005, 214 p.
- Régis Bertrand, Le Christ des Marseillais, Marseille, La Thune, 2008, 248 p. (ISBN 978-2-913847-43-9).
- Régis Bertrand, La Provence des rois de France (1481-1789), Aix-en-Provence, Presses Universitaires de Provence, coll. « Le temps de l'histoire », 2012, 344 p..
- Régis Bertrand (photogr. Gilles Martin-Raget), Le Patrimoine de Marseille : Une ville et ses monuments, Marseille, Jeanne Laffitte, 2011, 216 p. (ISBN 2-86276-367-5).
- Avec Anne Carol (dir.), Aux origines des cimetières contemporains : Les réformes funéraires de l’Europe occidentale XVIIIe – XIXe siècle, Aix-en-Provence, Presses universitaires de Provence, 2016, 378 p.
- Régis Bertrand, Marseille - histoire d'une ville, Marseille, Canopé et ville de Marseille, 2018, 247 p. (ISBN 9782240045744).
- Régis Bertrand, Henri de Belsunce (1670-1755) : l'évêque de la peste de Marseille, Marseille, Gaussen, 2020 (ISBN 9782356981998).